# Norgesmesterskapet G19 2021
Il Norgesmesterskapet G19 2021 di calcio – anche nota come Telenor Cup per ragioni di sponsorizzazione – è stata la 68ª edizione del torneo. La manifestazione si è disputata nuovamente dopo l'annullamento dell'edizione precedente, a causa della pandemia di COVID-19. È iniziata il 26 luglio ed è terminata il 20 novembre 2021. La vittoria finale è andata al Molde, che ha vinto il trofeo per la 9ª volta nella sua storia, grazie al successo per 1-0 contro il Tromsø.

## Primo turno
| Squadra 1      | Risultato | Squadra 2       |
| -------------- | --------- | --------------- |
| 26 luglio 2021 |           |                 |
| Molde          | 4 – 1     | Ranheim         |
| 1º agosto 2021 |           |                 |
| Alta           | 2 – 6     | Tromsø          |
| 2 agosto 2021  |           |                 |
| Aalesund       | 5 – 2     | Kristiansund BK |
| 4 agosto 2021  |           |                 |
| Start          | 4 – 0     | Viking          |
| 7 agosto 2021  |           |                 |
| Mjøndalen      | 0 – 7     | Stabæk          |
| 10 agosto 2021 |           |                 |
| Brann          | 5 – 1     | Fana            |
| Arendal        | 0 – 6     | Odd             |
| 11 agosto 2021 |           |                 |
| Harstad        | 2 – 3     | Bodø/Glimt      |
| Sandefjord     | 2 – 0     | HamKam          |
| Strindheim     | 3 – 4     | Rosenborg       |
| 12 agosto 2021 |           |                 |
| Nordstrand     | 10 – 9    | Vålerenga       |
| Skjetten       | 0 – 1     | Sarpsborg 08    |
| Kongsvinger    | 1 – 2     | Lillestrøm      |
| Fyllingsdalen  | 3 – 2     | Sogndal         |
| Sandnes Ulf    | 4 – 0     | Haugesund       |
| Fredrikstad    | 2 – 3     | Strømsgodset    |

## Secondo turno
| Squadra 1         | Risultato | Squadra 2  |
| ----------------- | --------- | ---------- |
| 25 agosto 2021    |           |            |
| Fyllingsdalen     | 4 – 8     | Brann      |
| 26 agosto 2021    |           |            |
| Tromsø            | 4 – 0     | Bodø/Glimt |
| Sarpsborg 08      | 5 – 0     | Nordstrand |
| Strømsgodset      | 0 – 1     | Stabæk     |
| Aalesund          | 2 – 6     | Molde      |
| Odd               | 6 – 7     | Sandefjord |
| 9 settembre 2021  |           |            |
| Sandnes Ulf       | 3 – 1     | Start      |
| 16 settembre 2021 |           |            |
| Lillestrøm        | 1 – 2     | Rosenborg  |

## Quarti di finale
| Squadra 1         | Risultato | Squadra 2    |
| ----------------- | --------- | ------------ |
| 23 settembre 2021 |           |              |
| Molde             | 7 – 0     | Sarpsborg 08 |
| Brann             | 1 – 3     | Sandnes Ulf  |
| Rosenborg         | 5 – 3     | Sandefjord   |
| Stabæk            | 1 – 2     | Tromsø       |

## Semifinali
| Squadra 1       | Risultato | Squadra 2   |
| --------------- | --------- | ----------- |
| 21 ottobre 2021 |           |             |
| Tromsø          | 3 – 0     | Sandnes Ulf |
| 4 novembre 2021 |           |             |
| Rosenborg       | 1 – 4     | Molde       |

## Finale
| Arbitro: | Higraff |

|                  |           |  |
| J. Myklebust 45’ | Marcatori |  |

### Formazioni
| Molde (4-3-3)   |    |                                 |     |
|                 |    |                                 |     |
| POR             | 69 | Peder Hoel Lervik               |     |
| DIF             | 3  | Elias Dahle Haugland            |     |
| DIF             | 5  | Filip Heggdal Kristoffersen     |     |
| DIF             | 14 | Mathias Løvik                   |     |
| DIF             | 18 | Thomas Nikolai Nyheim           |     |
| CEN             | 6  | Niklas Ødegård                  | 68’ |
| CEN             | 7  | Simen Heggdal Beck              | 80’ |
| CEN             | 10 | Jacob Jacobsen Bolsø            |     |
| ATT             | 8  | Jesper Marius Skuseth Myklebust | 90’ |
| ATT             | 9  | Albert Braut Tjåland            | 66’ |
| ATT             | 15 | Leon-Robin Juberg-Hovland       | 66’ |
| A disposizione: |    |                                 |     |
| POR             | 12 | Magnus Morsund Thorvik          |     |
| ATT             | 11 | Martin Tornes Kjørsvik          | 66’ |
| CEN             | 16 | Andreas Eikrem Myklebust        | 80’ |
| ATT             | 17 | Dino Okanović                   |     |
| DIF             | 18 | Nikolai Eide Ohr                | 90’ |
| ATT             | 20 | Datro Fofana                    | 66’ |
| DIF             | 30 | Nikolai Skuseth                 |     |
| Allenatore:     |    |                                 |     |
| ?               |    |                                 |     |

| Tromsø (4-3-3) |    |                          |     |
|                |    |                          |     |
| POR            | 32 | Mats Trige               |     |
| DIF            | 4  | Isak Kjelsrud Vik        | 12’ |
| DIF            | 19 | Jørgen Steffensen Lamark |     |
| DIF            | 24 | Jesper Robertsen         |     |
| DIF            | 26 | Joakim Samuel Andersen   |     |
| CEN            | 16 | Runar Norheim            | 83’ |
| CEN            | 23 | Elias Langmo             | 46’ |
| CEN            | 27 | Gabriel Fjellstad Olsen  |     |
| ATT            | 9  | Didrik Hafstad           |     |
| ATT            | 39 | Simen Henriksen          | 72’ |
| ATT            | 70 | Markus Linesson Ottesen  | 46’ |
| A disposizione |    |                          |     |
| POR            | 12 | Heljar Mikalsen Olsrud   |     |
| CEN            | 5  | Jens Hjertø-Dahl         | 46’ |
| CEN            | 15 | Aksel Wedset-Lilleng     | 83’ |
| CEN            | 25 | Martin Varmedal-Haugan   |     |
| CEN            | 34 | Daniel Bassi             | 46’ |
| DIF            | 59 | Kasper Harjo Akselsen    |     |
| CEN            | 64 | Thomas Bjørgve           | 72’ |
| Allenatore:    |    |                          |     |
| ?              |    |                          |     |